# Serrasalmus elongatus
Serrasalmus elongatus è un pesce d'acqua dolce appartenente alla sottofamiglia Serrasalminae e conosciuto comunemente come piranha allungato.

## Diffusione
Questa specie è diffusa nelle acque dolci del Sudamerica, nei bacini idrografici dell'Orinoco e del Rio delle Amazzoni.

## Descrizione
Il Piranha allungato presenta il tipico aspetto tozzo e compresso ai fianchi dei Piranha, tuttavia questa specie ha un profilo romboidale decisamente più allungato e snello dei suoi congeneri. La testa è allungata, con mascella prominente e bocca irta di piccoli denti aguzzi. Le pinne sono piccole e carnose. La livrea è semplice, con un fondo argentato dai riflessi metallici, gola rossastra, pinne pettorali rosse, e piccole chiazze nere sul dorso. Esiste una seconda livrea, che non presenta pinne e gola rossastra ma una grande macchia nera dopo l'opercolo branchiale. La differenza tra le livree è dovuta all'area geografica e all'acqua in cui vive, se chiara o scura (ricca di tannini) La pinna caudale è nerastra, così come le altre pinne.

Raggiunge una lunghezza massima di 30 cm.

## Riproduzione
Come per le altre specie del genere.

## Alimentazione
S. elongatus ha carattere predatorio, si nutre di piccoli pesci, di scaglie di pesce, insetti, invertebrati; non disdegna tuttavia l'apporto di materiale vegetale.

## Pesca
Nei luoghi d'origine è occasionalmente pescato per l'alimentazione umana.

## Acquariofilia
Specie che necessita di acquari molto spaziosi, è allevata solamente da appassionati.
| Origine            | Sudamerica                               | Acqua            | dolce               |
| Durezza dell'acqua | 8 °GH                                    | pH               | 6-7                 |
| Temperatura        | 25-29 °C                                 | Volume min.      | 150-200 l           |
| Alimentazione      | cibo vivo e secco, con aggiunte vegetali | Taglia da adulto | 30 cm               |
| Riproduzione       |                                          | Zone occupate    | centrale, inferiore |
| Socialità          | aggressivo anche con conspecifici        | Difficoltà       | Medio-Difficile     |